# Tony Morgan (Künstler)
Tony Morgan (* 1938 in Pickwell, Leicestershire, England; † 2004 in Genf) war ein britischer Maler, Bildhauer, Multimediakünstler und Performance-Künstler.

## Leben und Werk
Tony Morgan gilt in den 1960er Jahren als Vertreter der experimentellen Position innerhalb der jungen britischen Plastik.
Er ist Mitbegründer der „englischen Schule“, die sich über poppige Farben in der Plastik und über additiv zusammengefügte Grundformen definiert.
Er war ab ca. 1967 in allen wichtigen Ausstellungen zum Thema Plastik in Deutschland vertreten und war 1969 Namensgeber für die Ausstellungsreihe „Between“ in der Kunsthalle Düsseldorf.

## Ausstellungen
- 2007: Kunsthalle Düsseldorf: Kunst: Versteifte Lockerungsübung Die Düsseldorfer Kunsthalle erinnert sich an »Between«
- 2006: Kunstmuseum Bonn „Die Hölle“, Illustrationen zu Gesängen aus Dantes „Göttlicher Komödie“ (Einzelausstellung)
- 2003: Tony Morgan – The Birth of Herman – 1971–1978, Mamco – musée d’art moderne et contemporain, Genf  (Einzelausstellung)
- 2000: Bourse du CGGC 1997 – 1997 CECCH – Centre d’édition contemporaine – Genève, Genf
- 1983: Nationalgalerie Berlin, München Düsseldorf, "dimension IV: Neue Bilder -Nachkonzeptionelle Malerei in Deutschland" (Philip Morris Kunstwettbewerb)
- 1970: Kunsthalle Düsseldorf "between 4": Bernd und Hilla Becher, Marcel Broodthaers, Rosemarie Castoro, Paul Cotton, Peter M. Dürr, Gilbert & George, Tony Morgan; Filme: Sigmar Polke, Paul Shartis, Johannes Stüttgen, Timm Ulrichs, Renate Weh
- 1969: intermedia 69 – Heidelberger Kunstverein, mit Joseph Beuys, Christo, Dick Higgins, J. J. Lebel, Daniel Spoerri, Robert Filliou, George Brecht, Ben Vautier, Dieter Roth, Nam June Paik, Takis, Kantor, Palermo, Reiner Ruthenbeck, Katharina Sieverding, Milan Knížák, LIDL, Günther Uecker, Klaus Rinke, Günter Weseler, Jochen Gerz, KP Brehmer, Sigmar Polke, Herbert Distel, Jan Dibbets, Mauricio Kagel, Many Neumeiers Guru-Guru-Band
- 1969: Kunsthalle Düsseldorf "between 1": Anatol, Graubner, Morgan; Filme: Mommartz, Winkelmann
- 1967: „Acht junge britische Bildhauer“ (Düsseldorf, Kunstverein für die Rheinlande und Westfalen), Bern, Amsterdam

## Werke in Museen
- Leeds Museum, England
- Leistershire County Council Collection, England
- Krefeld Museum
- Kunstmuseum, Düsseldorf
- Kunstmuseum Bonn
- Lehmbruck Museum, Duisburg
- Fonds municipal d’Art Contemporain, Genève
- Fonds cantonal de décoration et d’art visuel, Genève
- Hayward Gallery, Arts Council of Great Britain